# Brazil's Next Top Model
Brazil's Next Top Model è stato un reality show brasiliano, basato sul format americano America's Next Top Model, andato in onda nel canale via cavo Sony Entertainment Television tra il 2007 e il 2009.
Lo show presentava le stesse caratteristiche del programma statunitense in cui un gruppo di aspiranti modelle si sfida per alcune settimane in servizi fotografici, spot pubblicitari e casting per conto di esponenti del mondo della moda; ogni puntata una ragazza viene eliminata in base ad una classifica stilata dai giudici, fino a quando l'ultima viene nominata Brazil's Next Top Model e si aggiudica un contratto con un'importante agenzia di moda.

## Storia
All'inizio del 2007, i vertici del canale via cavo Sony Entertainment Television decisero di creare il format brasiliano del famoso show di Tyra Banks; l'idea era di seguire esattamente lo stesso iter, tranne per il fatto che la conduttrice ed i giudici avrebbero dovuta usare meno "crudeltà" nei confronti delle aspiranti modelle.
Una delle questioni che più attirarono l'attenzione del pubblico fu la scelta di colei che sarebbe stata chiamata a condurre il programma; inizialmente, il nome preso in considerazione fu quello di Gisele Bündchen, anche se la scelta finale cadde su un'altra top model, Fernanda Motta. Quest'ultima, vivendo a New York, decide di cancellare gran parte della sua "agenda" per tornare nel suo paese natio e poter svolgere questo importante compito.
Nonostante lo show sia stato un successo, è stato sospeso dopo la terza edizione, poiché i vertici di Sony Entertainment Television decisero di non rinnovare il contratto per una quarta edizione.

## Edizioni
| Edizione | Messa in onda     | Vincitrice                | Seconda classificata | Altre concorrenti in ordine di eliminazione | Numero di concorrenti | Destinazione |
| -------- | ----------------- | ------------------------- | -------------------- | --- | --------------------- | ------------ |
| 1        | 3 ottobre 2007    | Mariana Souza Silva Velho | Ana Paula Bertola    | Dandara Oliveira, Danielle Zimmerman Damásio, Isabella Miranda Chaves, Anne Souza Wrobel, Andréa Castro Medina, Érycka De Oliveira Martins Cordeiro, Karin Lunardi Cavalli, Lana Kelly Sartin Silva, Ana Paula Costa, Mariana Richardt Bin, Lívia Maria Senador | 13                    | Bahia        |
| 2        | 4 settembre 2008  | Maíra Vieira              | Élly Rosa            | Luana Caroline, Isabel Correa, Flávia Giussani, Carolline Vieira, Flávia Gleichmann, Rebeca Sampaio, Alinne Giacomini, Marianna Henud, Dayse Lima, Priscila Mallmann, Vanessa "Malana" de Freitas                                                               | 13                    | Buenos Aires |
| 3        | 10 settembre 2009 | Camila Trindade           | Bruna Brito          | Jéssyka Schamne, Liana Góes, Rafaelly "Rafa" Xavier, Camila Shiratori, Rafaela Machado, Giovahnna Ziegler, Fabiana Teodoro, Juliana Aniceto, Beatriz "Bia" Fernandes, Tatiana Domingues, Mírian Araujo                                                          | 13                    | San Paolo    |